# Iluzja (utwór)
Iluzja - utwór zespołu pochodzący z debiutanckiej płyty IRA wydanej w grudniu 1989 roku. Został zamieszczony na ósmej pozycji na krążku, trwa 4 minuty i 9 sekund i jest jednym z dłuższych utworów znajdujących się na płycie.
Brzmienie utworu jest zachowane w spokojniejszym rockowym klimacie, połączonym z dźwiękami fortepianu, oraz melodyjną solówką gitarową. Kompozytorem utworu był gitarzysta grupy Kuba Płucisz, tekst natomiast napisał wokalista Artur Gadowski. Utwór był nagrywany już dużo wcześniej. W lutym 1988 roku w Radiu Kielce, oraz w kwietniu 1989 roku w studiu S-4 pod okiem Jarosława Regulskiego. Kompozycja była grana podczas trasy promującej płytę, oraz podczas trasy zespołu po byłym ZSRR na przełomie kwietnia i maja 1990 roku. Nie odniosła jednak żadnego znaczącego sukcesu i przestała być grana na koncertach zespołu.

## Muzycy
- Artur Gadowski – śpiew, chórki
- Wojtek Owczarek – perkusja, chór
- Kuba Płucisz – gitara
- Dariusz Grudzień – gitara basowa, chór
- Tomasz Bracichowicz – instrumenty klawiszowe